# آگنش انطاکیه
آگنش انطاکیه (مجاری: Châtillon Anna magyar királyné؛ ۱۱۵۴ – ۱۱۸۴)، ملکه مجارستان از سال ۱۱۷۲ تا ۱۱۸۴ و همسر نخست بلای سوم بود. در جریان انقلاب ۱۸۴۸ مجارستان مقبره او به صورت تصادفی کشف شد. وی تنها ملکه مجارستان در طی قرن ۱۲ میلادی است که دانشمندان بر پیکرش آزمایش‌هایی انجام دادند و توانستند چهره وی را بازسازی کنند.